# 6855 Armellini
6855 Armellini è un asteroide della fascia principale. Scoperto nel 1989, presenta un'orbita caratterizzata da un semiasse maggiore pari a 2,2889773 au e da un'eccentricità di 0,0640438, inclinata di 7,57092° rispetto all'eclittica.
L'asteroide è dedicato all'astronomo italiano Giuseppe Armellini.